# تاباكولو صغير الأجنحة
تاباكولو صغير الأجنحة (الاسم العلمي: Scytalopus micropterus) (بالإنجليزية: Long-tailed Tapaculo)‏ هو نوع من الطيور يتبع جنس التاباكولو من فصيلة التاباكولات.